# Цуманський заказник
Цу́манський зака́зник — лісовий заказник місцевого значення в Україні. Об'єкт розташований на території Ківерцівського району Волинської області, на північ від смт Цумань. 
Площа 35,3 га. Статус присвоєно згідно з рішенням облради від 16.12.2003 року № 9/12. Перебуває у віданні ДП «Цуманське ЛГ» (Цуманське лісництво, кв. 40, вид. 2, 3, 11, 12, 14). 
Статус присвоєно для збереження частини лісового масиву з дубово-сосновими насадженнями віком близько 150 років. У домішку — вільха чорна. У підліску зростають крушина ламка, верба козяча, калина звичайна, у трав'яному покриві – лікарські рослини та ягідники. Трапляються рідкісні види рослин, занесені в Червону книгу України: молочай волинський та підсніжник білосніжний.

## Галерея

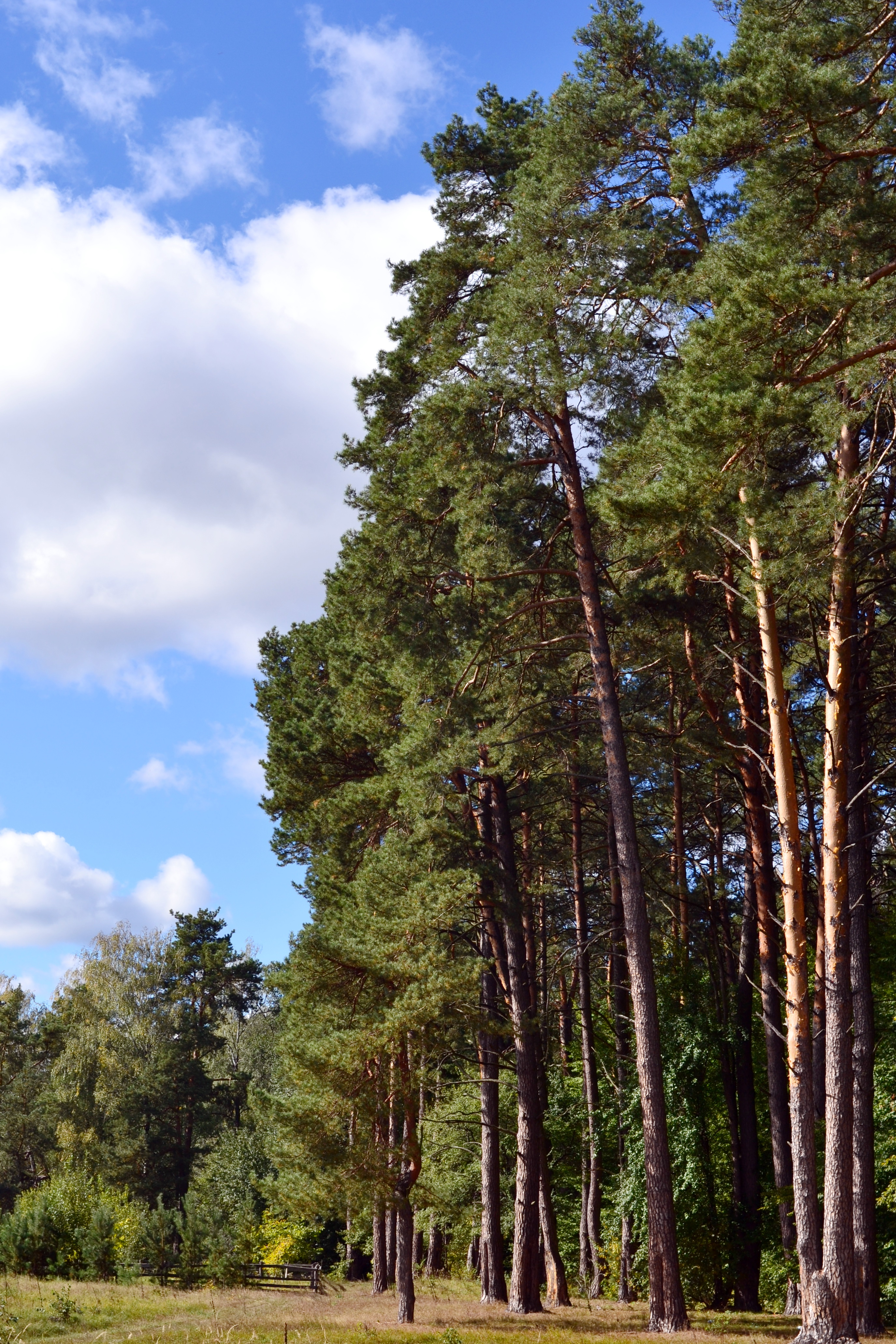
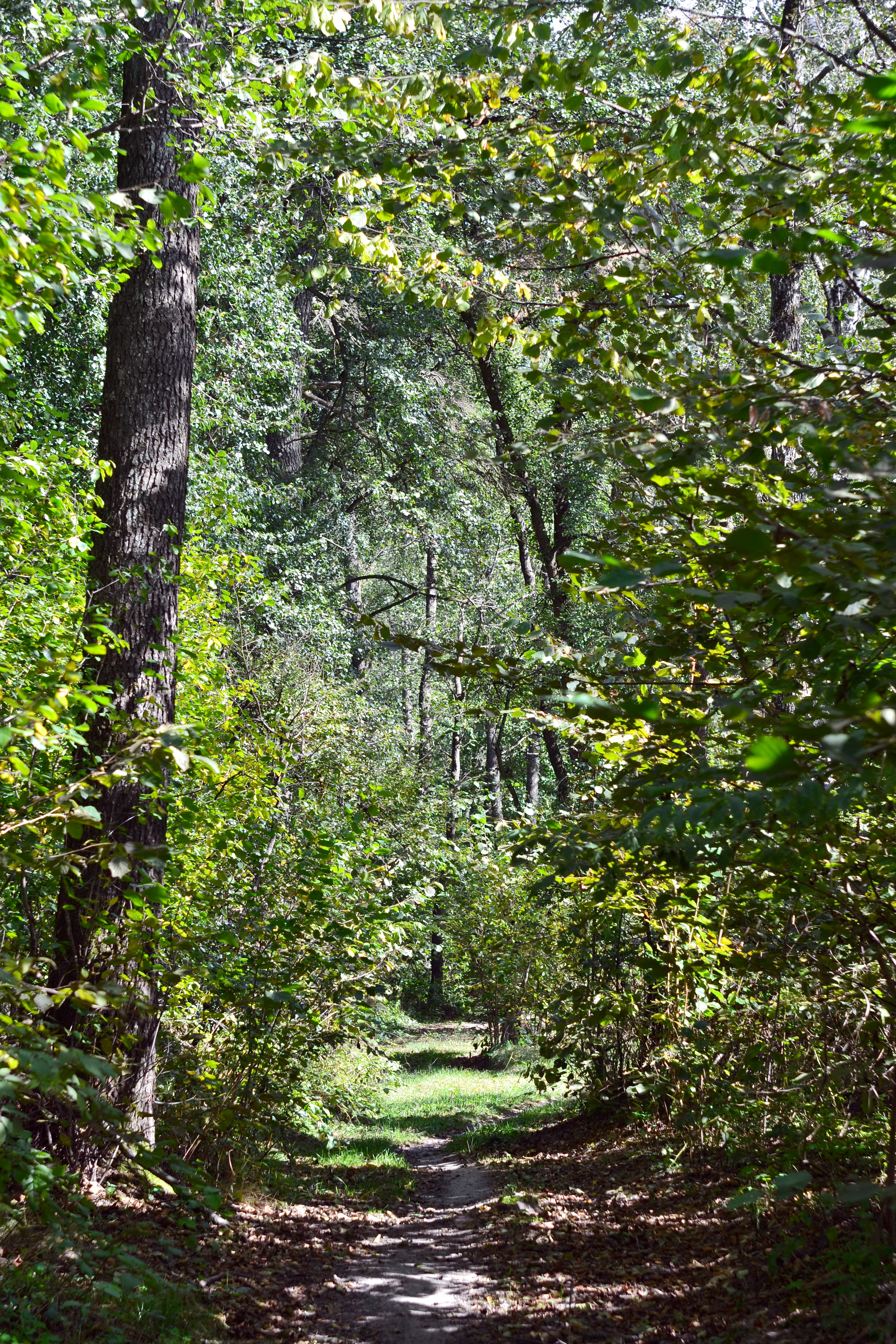
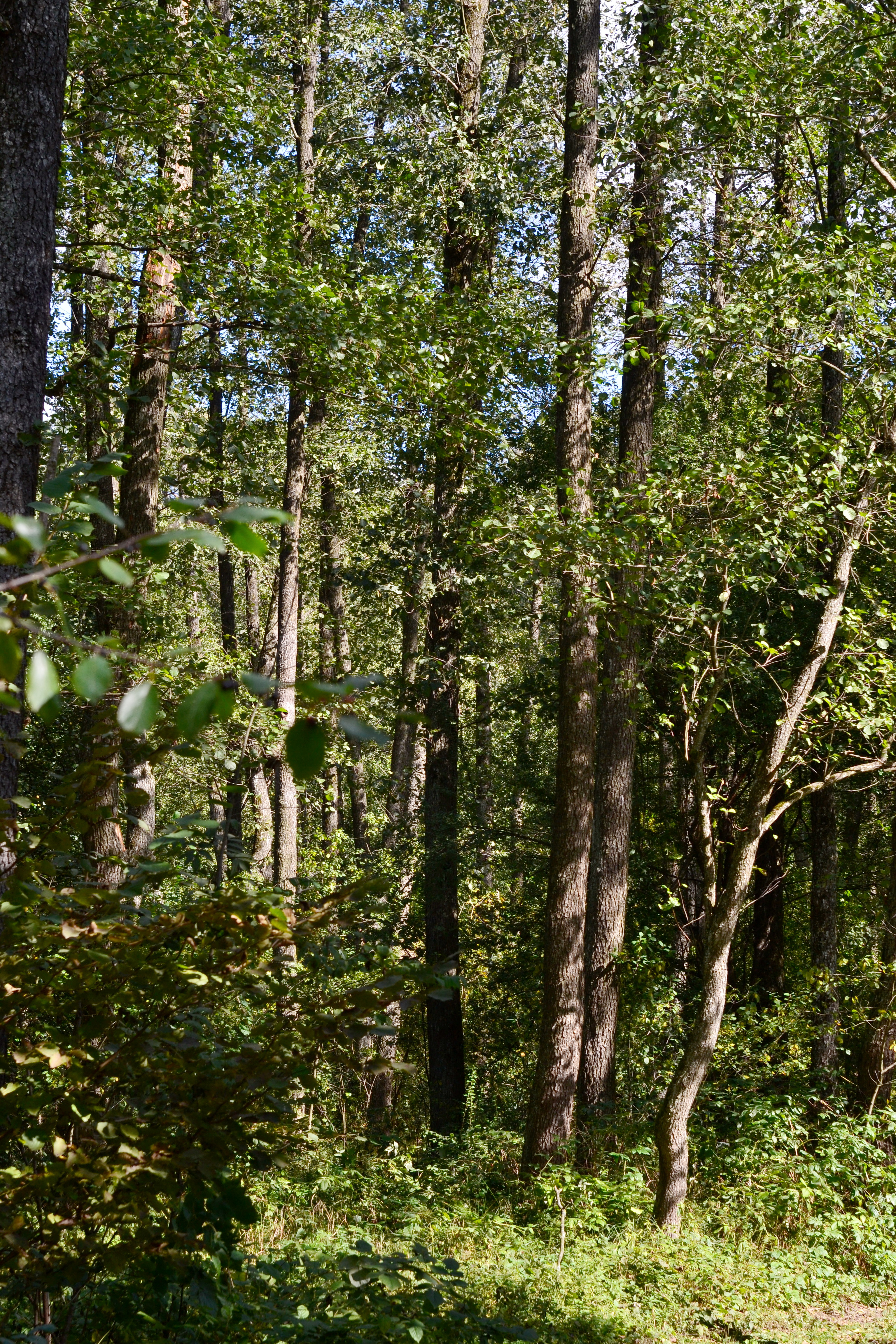